# Região dos Abrolhos
A Região dos Abrolhos compreende um importante conjunto de ecossistemas marinhos e costeiros localizados ao sul do estado da Bahia e norte do Espírito Santo, na costa do Brasil. Possui a maior biodiversidade marinha do Atlântico Sul, a área mais extensa de recifes de coral do Brasil e o maior banco de algas calcárias do mundo.

## Limites e características
Limita-se ao sul pela foz do Rio Doce e ao norte pela foz do Rio Jequitinhonha. Na porção marinha compreende os bancos dos Abrolhos e Royal Charlotte estendendo-se até a quebra da plataforma continental, por volta dos 70 metros. Esta grande porção de águas rasas estende-se à distâncias de até 200km da costa, compreendendo uma área de aproximadamente 56.000 km² que abriga um mosaico de ambientes marinhos e costeiros incluindo recifes de coral, bancos de algas calcárias, fundos de sedimentos finos, bancos de gramas marinhas, manguezais, restingas e praias. O Arquipélago dos Abrolhos constitui um grupo de cinco pequenas ilhas vulcânicas situadas na parte central desta grande região, no município de Caravelas.

## Vida marinha

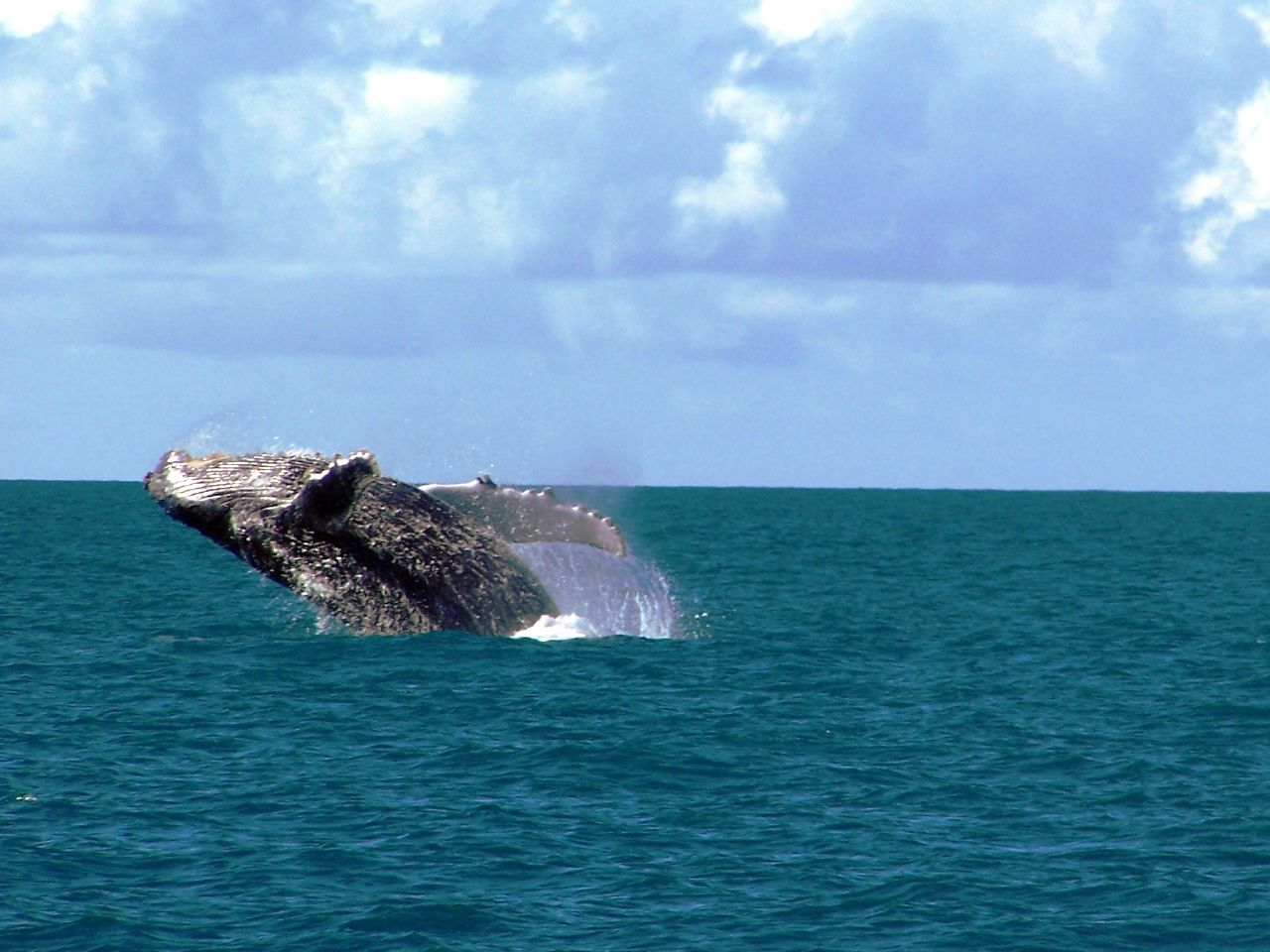
Baleias-jubarte em Abrolhos, Brasil.

A região é conhecida por abrigar a maior biodiversidade marinha registrada em todo o Oceano Atlântico Sul. Em Abrolhos estão os mais extensos recifes de coral do Brasil, que se distribuem por cerca de 8.844km², sendo que a maior parte era desconhecida até recentemente. Na borda externa do Banco dos Abrolhos existe também o maior banco de algas calcárias do mundo, cobrindo cerca de 20.900km², que ocorrem em forma de pequenas esferas denominadas rodolitos. Os processos ecológicos que ocorrem nesta área são de grande importância para a vida marinha em todo a região. Abrolhos é também a principal área de concentração das baleias-jubartes no Oceano Atlântico Sul, que frequentam a região anualmente entre os meses de julho e novembro para se reproduzirem.

## Conservação
A Região dos Abrolhos é ameaçada pela sobrepesca, pelos sedimentos trazidos da zona costeira, pelo crescente interesse do setor de petróleo na região, por fatores decorrentes das mudanças climáticas e pela ocupação costeira desordenada. Os primeiros passos na conservação da região ocorreram no final da década de 70, resultando na criação do Parque Nacional Marinho dos Abrolhos em 1983. O parque abrange uma área de 882km², incluindo o Arquipélago dos Abrolhos, o parcel dos Abrolhos e o Recife das Timbebas. No ano 2000 foi criada a Reserva Extrativista Marinha do Corumbau (895 km²) que protege recifes costeiros e o meio de vida das comunidades de pescadores tradicionais da área. Em 2006 e 2009 foram criadas também as Reservas Extrativistas de Canavieiras (1006km²) e Cassurubá (1007km²), ambas protegendo os principais estuários da região e suas comunidades extrativistas. Abrolhos faz parte também da Reserva da Biosfera da Mata Atlântica desde 2008. Apesar destes avanços, há ainda muito por fazer para que parcelas mais representativas dos habitats da região sejam protegidas já que essas quatro unidades de conservação representam menos de 7% de sua área total. Propostas de ampliação da rede de áreas marinhas protegidas tem sido discutidas pelo ICMBio, ONGs, pesquisadores e comunidades locais, mas a falta de prioridade do Governo Brasileiro para avançar nas ações de proteção tem sido um grande obstáculo para que a conservação dos Abrolhos seja mais efetiva.